# Lijst van koningen van Majorca
Hieronder volgt een lijst van koningen van Majorca. Dit koninkrijk bestond van 1231 tot 1344, maar tot 1403 claimden nazaten van de laatste koning het koninkrijk.

## Koningen
- 1231 – 1276: Jacobus I van Aragón (1207-1276)
- 1276 – 1311: Jacobus II van Majorca (1243 – 1311)
  - 1285 – 1291: Alfons III van Aragón (1265 – 1291), veroverde in 1285 Majorca en 1286 Ibiza op Jacobus I van Majorca. Bij het Verdrag van Anagni (1295) werden de eilanden officieel weer teruggegeven
- 1311 – 1324: Sancho (1276 – 1324)
- 1324 – 1344: Jacobus III (1315 – 1349)

In 1344 werd het koninkrijk geannexeerd door Peter IV van Aragón

## Titulaire koningen
- 1344 – 1349: Jacobus III
- 1349 – 1375: Jacobus IV (1336 – 1375)
- 1375 – 1403: Isabella (1337 – 1403)